# Joseph de Metz-Noblat
Pour les articles homonymes, voir Metz (homonymie) et Noblat.
Joseph de Metz-Noblat, né le 6 février 1959 à Cherbourg dans la Manche, est un prélat catholique français, évêque de Langres depuis mars 2014.

## Biographie
Joseph de Metz-Noblat est le fils du capitaine de frégate Jacques de Metz-Noblat et de son épouse, née Louise Charlery de La Masselière.

### Jeunesse et formation
Le jeune Joseph étudie au lycée Saint-Sigisbert de Nancy puis à l'ESTIC (Lycée de l'Immaculée-Conception) de Saint-Dizier où il obtient son baccalauréat. De 1976 à 1980, il est étudiant à la faculté de droit de Nancy. Il y obtient une licence de droit civil avant d'intégrer les séminaires de Nancy de 1980 à 1982 puis de Metz jusqu'à son ordination le 28 mai 1987 pour le diocèse de Verdun. 
Il fait partie de l'association des guides et scouts d'Europe en étant successivement routier au clan Notre-Dame de Sion puis chef de troupe à Nancy et commissaire de district en Lorraine Sud, il participe au camp Mac-Laren : camp de formateur de chefs dans la branche des 12-16 ans et fait son engagement de "Routier-Scout".
Il reprend des études de 1992 à 1995 à la faculté de droit canonique de Paris où il obtient une licence en droit canonique. En 2006-2007 il suit également le cursus de l'Institut de formation des éducateurs du clergé (IFEC).

### Ministères
D’abord vicaire à Saint-Mihiel de 1987 à 1989, il rejoint ensuite Commercy, toujours en tant que vicaire, jusqu'en 1995. Il est alors nommé curé des groupes paroissiaux de Triaucourt et Rembercourt auxquels s'ajoutent en 1997 Vavincourt et en 1999 Beauzée. En 2000, il est nommé curé de Verdun, charge qu'il conserve jusqu'en 2005. 
Il est alors nommé directeur du cycle inter-diocésain de propédeutique à Nancy jusqu'en 2011 lorsqu'il est rappelé dans son diocèse pour en devenir vicaire général. 
Parallèlement à ses différentes fonctions, il est également aumônier diocésain du Mouvement eucharistique des jeunes (MEJ) et aumônier d’équipes d’action catholique de son ordination à 2005. De 1996 à 2001, il est responsable du service diocésain des vocations. De 2006 à 2012, il est directeur national de l’Union apostolique du clergé. À partir de 2006, il est également délégué épiscopal au diaconat permanent, charge à laquelle s'ajoute à partir de 2008 celle de délégué diocésain à la formation aux ministères.
Par ailleurs, il accompagne à plusieurs reprises le pèlerinage Domrémy-Vaucouleurs organisé par l'association Pèlerins de Lorraine et Jean-Marie Cuny, en célébrant la messe en l'église de Champougny (Meuse).

### Épiscopat
Le 21 janvier 2014, il est nommé évêque de Langres par le pape François après la démission de Philippe Gueneley à l'âge de 75 ans. Il reçoit la consécration épiscopale le dimanche 16 mars 2014 en la cathédrale de Langres. Son principal consécrateur est Thierry Jordan, archevêque métropolitain de Reims, assisté des évêques François Maupu et Renauld de Dinechin.

### Décorations
Chevalier de l'ordre national du Mérite (décret du 29 novembre 2023) 